# Ташкентський канал
Ташкентський канал імені І. А. Палванова - великий зрошувальний канал в Ташкентському вілояті, лівобережний відвід Лівобережного Карасу.
Канал збудовано 1940—1941 року, роботи велися методом хашара. 1969 року каналу присвоєно ім'я одного з керівників водного господарства та іригаційних робіт в Узбекистані Ілляса Палванова.
Довжина каналу (до поділу) становить 62 км, витрата води в головній споруді - 87 м ³ / с, зрошувана площа - 70 000 гектарів.
Бере початок на гідровузлі при впадінні в Лівобережний Карасу річки Кизилсай. Безпосередньо від входу Ташкентський канал тече праворуч, але негайно перетинає русло Карасу дюкером і далі протікає його лівому березі. Проходить територією Уртачирчикського та Пскентського туманів у загальному південно-південно-західному напрямку, русло має безліч вигинів. За допомогою трьох дюкерів перетинає рукави річки Ахангаран. Тече через місто Пскент.
У районі населеного пункту Коштепа поділяється на праву та ліву гілки Ташкентського каналу. Довжина правої гілки — 38 км, витрата води — 12 м³/с, довжина лівої гілки — 25 км, витрата води — 26 м³/с.